# Ktiš-Pila
Ktiš-Pila (pravopisně správně Ktiš-pila) je malá vesnice, část obce Ktiš v okrese Prachatice v Jihočeském kraji. Nachází se asi jeden kilometr jihovýchodně od Ktiše. Je zde evidováno 27 adres. V roce 2011 zde trvale žilo 38 obyvatel.
Ktiš-Pila leží v katastrálním území Ktiš o výměře 5,73 km².
Na jihovýchodním okraji vesnice je u chatové osady vybudováno přírodní koupaliště.

## Historie
Ktiš-Pila vznikl k 1. červnu 2000 jako část obce Ktiš v okrese Prachatice.

## Obyvatelstvo
| Rok            | 1869 | 1880 | 1890 | 1900 | 1910 | 1921 | 1930 | 1950 | 1961 | 1970 | 1980 | 1991 | 2001 | 2011 | 2021 |
| -------------- | ---- | ---- | ---- | ---- | ---- | ---- | ---- | ---- | ---- | ---- | ---- | ---- | ---- | ---- | ---- |
| Počet obyvatel | 0    | 0    | 0    | 14   | 17   | 0    | 32   | 0    | 0    | 0    | 0    | 0    | 28   | 38   | 9    |
| Počet domů     | 0    | 0    | 0    | 1    | 1    | 2    | 2    | 0    | 0    | 0    | 0    | 0    | 9    | 17   | 17   |

## Galerie

Ktiš-pila
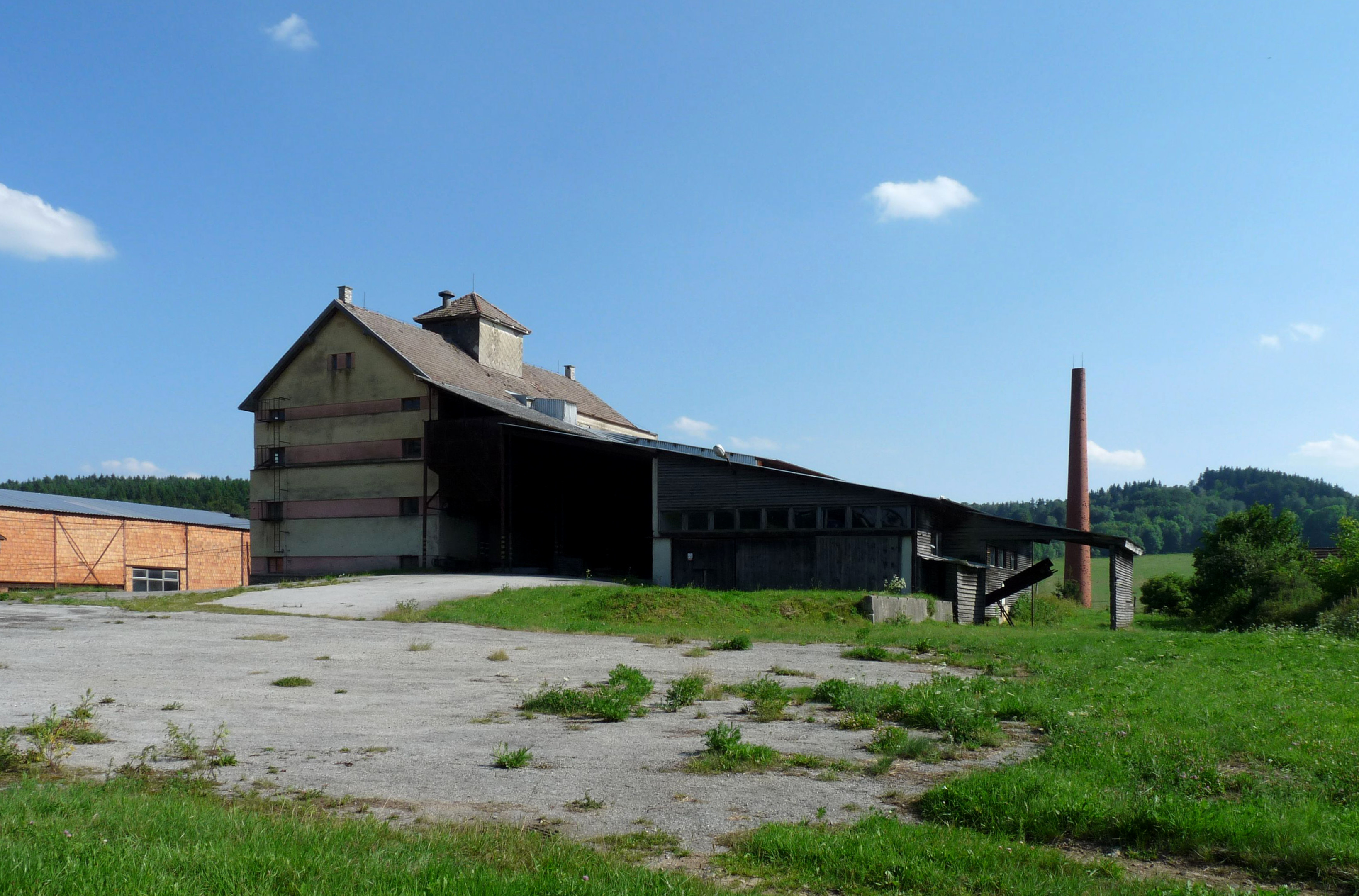
Budovy pily
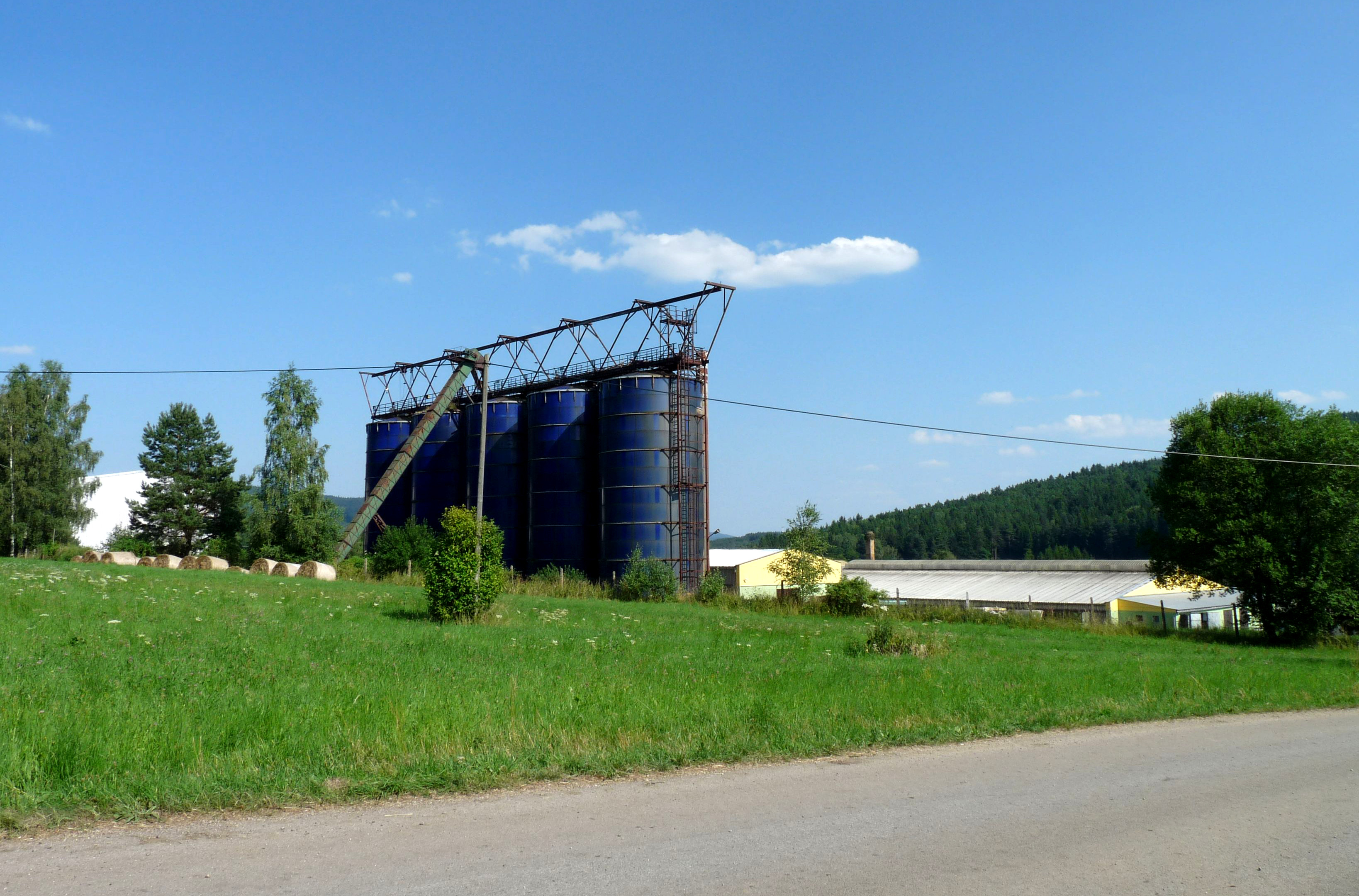
Sila
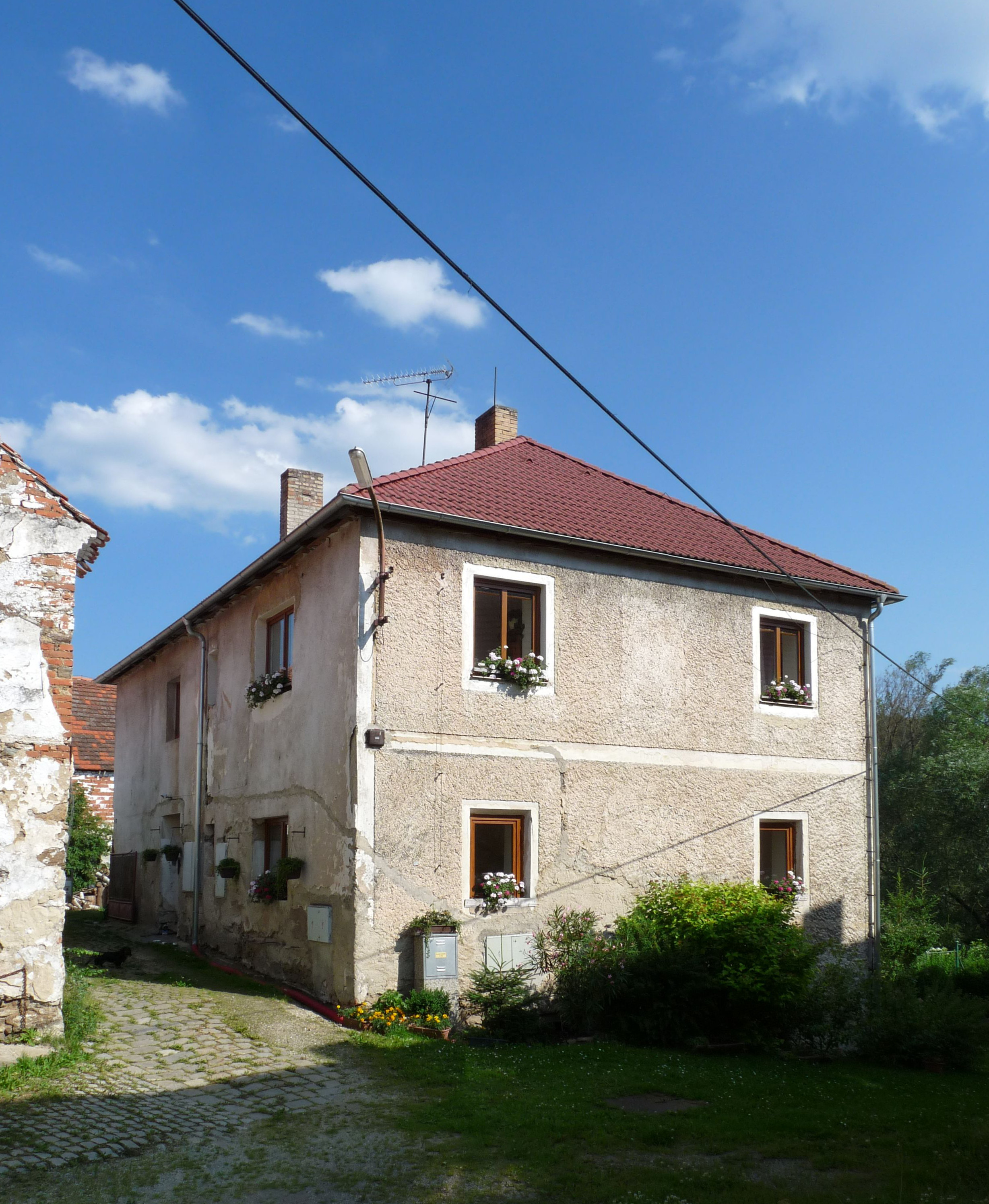
Usedlost čp.33
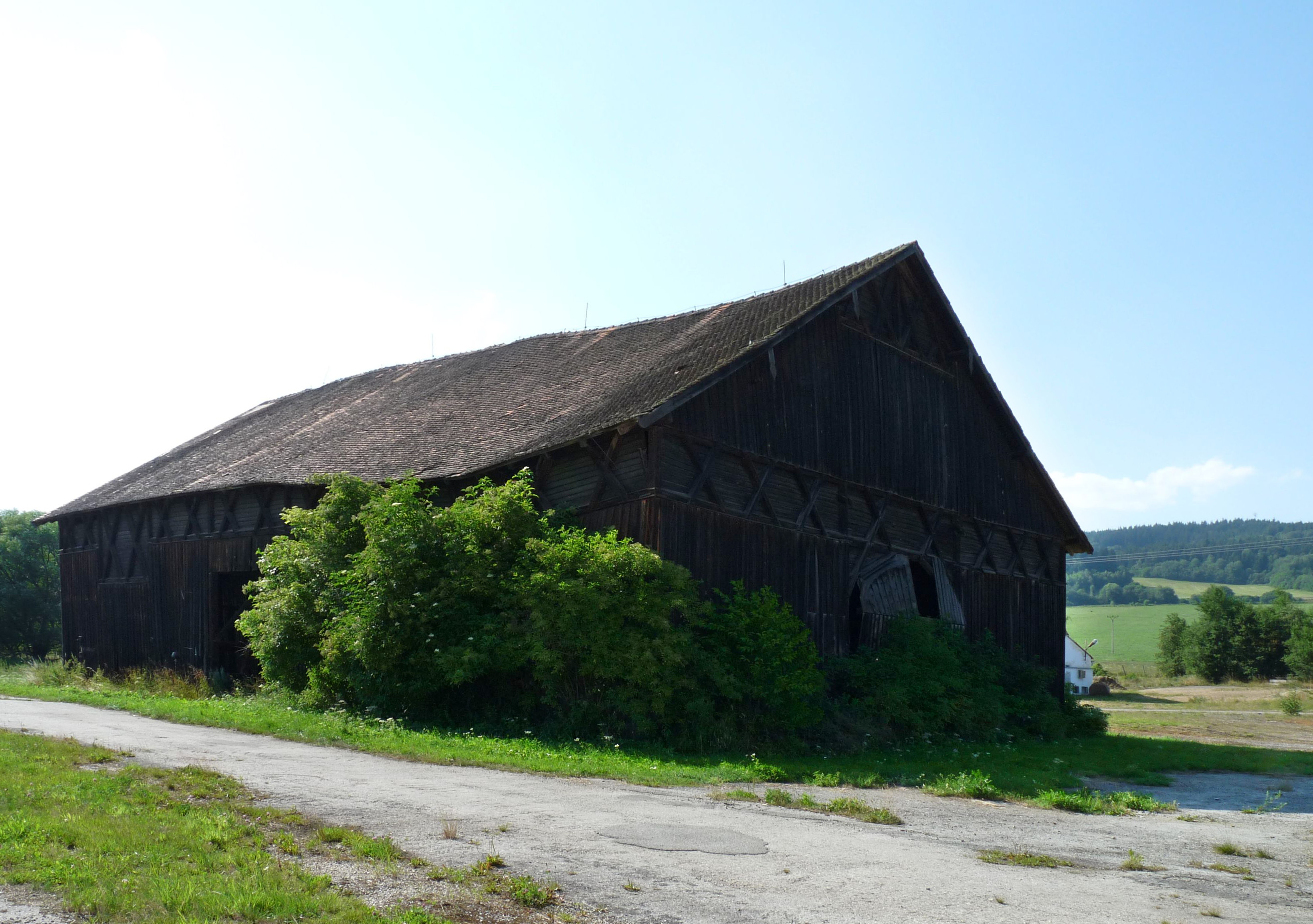
Skladištní budova
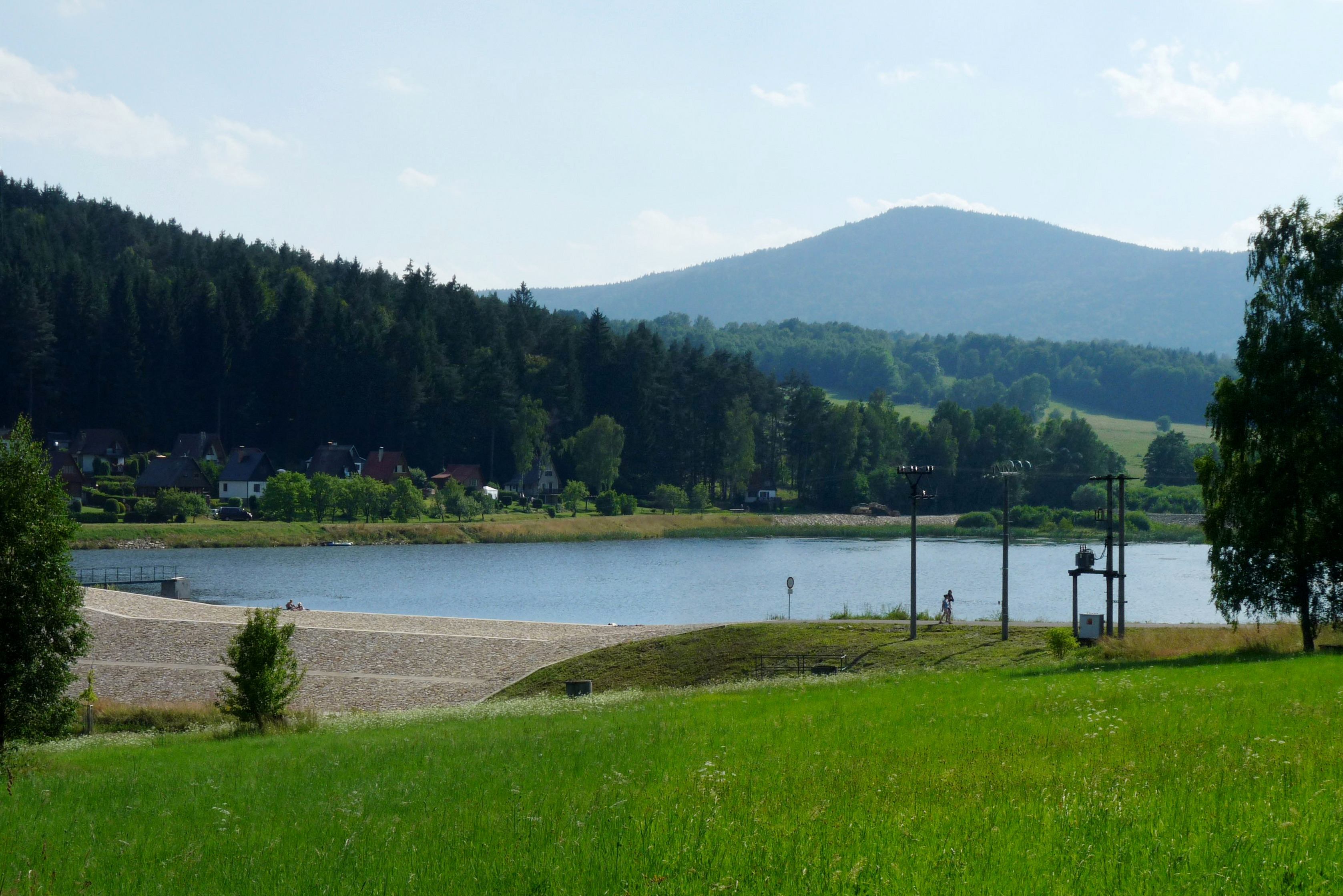
Koupaliště
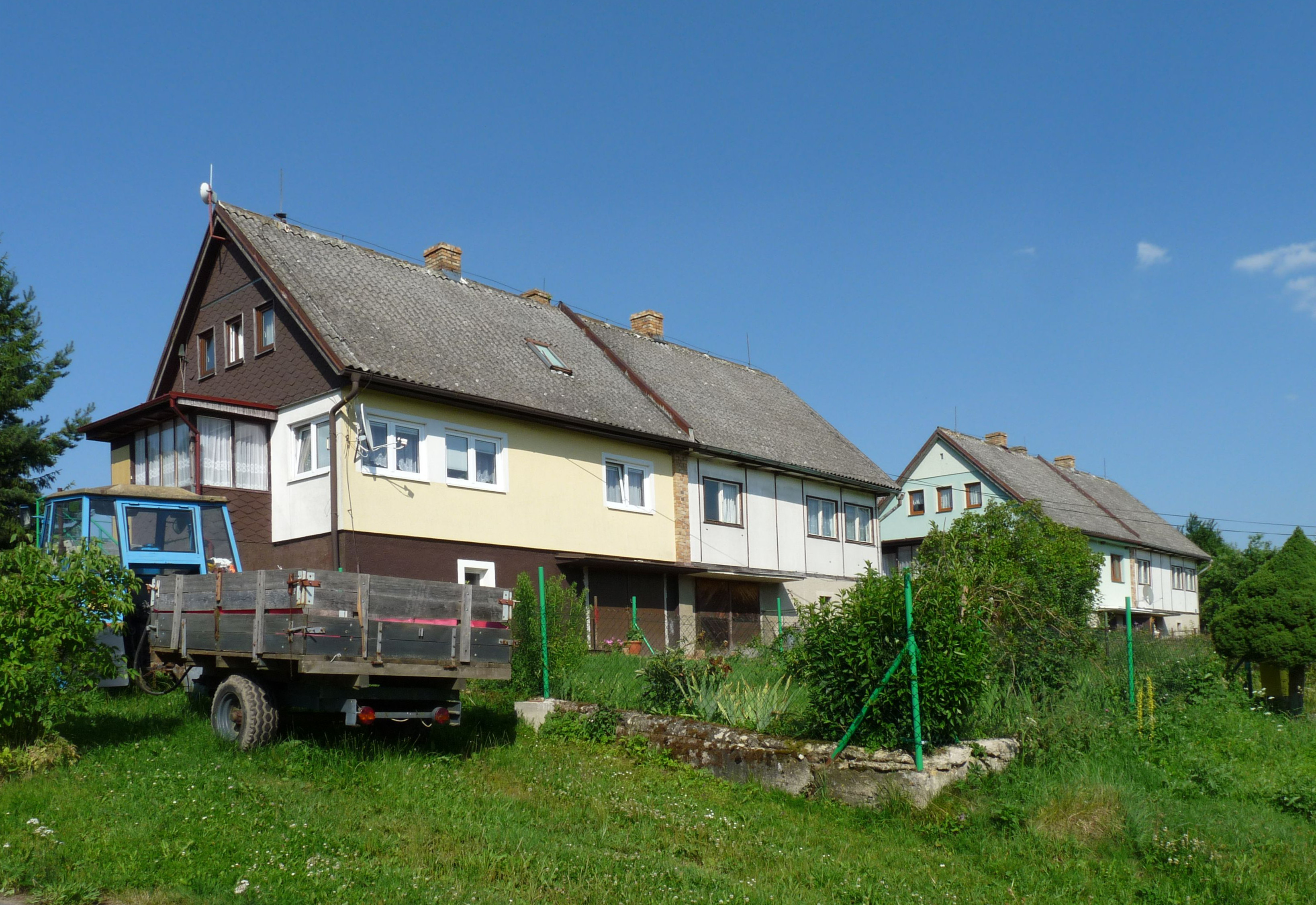
Stavení čp.30